# El cuerpazo del delito
El cuerpazo del delito é um filme mexicano de comédia lançado em 1968 dividido em três partes (ou episódios): La Insaciable, La Rebelde e La Seductora, dirigidos respectivamente por René Cardona, Rafael Baledón e Sergio Véjar.

## Elenco

### Primeiro episódio
- Silvia Pinal ... Magda Bustamante / Enriqueta Prado
- Enrique Rambal ... Indalecio Prado
- Tito Junco ... Dr. Jiménez
- Polo Ortín ... Recenseador
- Alejandro Suárez ... Açougueiro
- Carolina Barret ... Carola
- Carlos Cardán ... Homem da cafeteria
- José Loza ... Sacerdote
- Eduardo Alcaraz
- Emma Arvizu

### Segundo episódio
- Mauricio Garcés ... "Dandy"
- Angélica María ... Angélica
- José Gálvez ... P.G.
- Óscar Chávez ... "Dedos"
- Roberto Gómez Bolaños ... "Goliat"
- Ramón Valdés ... "Gordo"

### Terceiro episódio
- Elsa Aguirre ... "Chuchette"
- Fernando Luján ... Enrique
- Roberto Cañedo ... Tio de Enrique
- Gregorio Casal ... Tarzán
- Alejandra Meyer ... Lila
- Carlos Nieto